# Komarevo, Varna
Komarevo (în bulgară Комарево) este un sat în comuna Provadia, regiunea Varna,  Bulgaria. 

## Demografie
Componența etnică a satului Komarevo
     Romi (20,36%)
     Bulgari (70,25%)
     Nicio identificare (8,69%)
     Altele (0,68%)
La recensământul din 2011, populația satului Komarevo era de 437 locuitori. Din punct de vedere etnic, majoritatea locuitorilor (70,25%) erau bulgari, cu o minoritate de romi (20,36%). Pentru 8,69% din locuitori nu este cunoscută apartenența etnică.